# Övre Bolsjön
Övre Bolsjön är en sjö i Tanums kommun i Bohuslän och ingår i Enningdalsälvens huvudavrinningsområde. Sjön är 26 meter djup, har en yta på 1,36 kvadratkilometer och befinner sig 116,8 meter över havet. Vid provfiske har bland annat abborre, groplöja, gädda och mört fångats i sjön.

## Delavrinningsområde
Övre Bolsjön ingår i det delavrinningsområde (652836-125040) som SMHI kallar för Utloppet av Övre Bolsjön. Medelhöjden är 139 meter över havet och ytan är 10,07 kvadratkilometer. Det finns inga avrinningsområden uppströms utan avrinningsområdet är högsta punkten. Vattendraget som avvattnar avrinningsområdet har biflödesordning 3, vilket innebär att vattnet flödar genom totalt 3 vattendrag innan det når havet efter 25 kilometer. Avrinningsområdet består mestadels av skog (78 %). Avrinningsområdet har 1,61 kvadratkilometer vattenytor vilket ger det en sjöprocent på 16 %.

## Fisk
Vid provfiske har följande fisk fångats i sjön:
- Abborre
- Groplöja
- Gädda
- Mört
- Nors